# أندرو بنجامين
أندرو بنجامين (بالإنجليزية: Andrew Benjamin)‏ هو أكاديمي أسترالي، ولد في 1952.